# Municipio de Santa María Yosoyúa
El municipio de Santa María Yosoyúa es uno de los 570 municipios del estado mexicano de Oaxaca. Su cabecera es la localidad de Santa María Yosoyúa.

## Geografía
El municipio de Santa María Yosoyúa colinda al norte con el municipio de San Mateo Peñasco, al este con el municipio de San Juan Teita, al sur con el municipio de San Pablo Tijaltepec, y al oeste con los municipios de Santa Catarina Ticuá y San Pedro Molinos.

## Localidades
El municipio de Santa María Yosoyúa cuenta con cinco localidades.
| Localidad           | Población (2020) |
| ------------------- | ---------------- |
| Buenavista          | 602              |
| Santa Cruz          | 403              |
| Guadalupe Yosoyúa   | 399              |
| Santa María Yosoyúa | 219              |
| Río Grande          | 76               |

## Gobierno
El municipio de Santa María Yosoyúa se rige mediante el sistema de usos y costumbres.
| Presidente municipal      | Periodo   |
| ------------------------- | --------- |
| Ubaldo López Espinoza     | 1996-1998 |
| Aureliano Ortiz Vázquez   | 1999-2001 |
| Martín Mendoza Reyes      | 2002-2004 |
| Leonardo Gómez Galindo    | 2005-2007 |
| Herminio López López      | 2008-2010 |
| Hipólito Salazar Mendoza  | 2011-2013 |
| José López Vázquez        | 2014-2016 |
| Fausto Gómez López        | 2017-2019 |
| Noé Taurino López Vázquez | 2020-2022 |
| Hugo Salazar Vázquez      | 2023-2025 |